# Alto (Teksas)
Alto je gradić u američkoj saveznoj državi Teksas. Prema popisu stanovništva iz 2010. u njemu je živjelo 1.225 stanovnika.